# (73079) Davidbaltimore
(73079) Davidbaltimore est un astéroïde de la ceinture principale.

## Description
(73079) Davidbaltimore est un astéroïde de la ceinture principale. Il fut découvert le 14 avril 2002 à l'Observatoire Palomar par le programme NEAT. Il présente une orbite caractérisée par un demi-grand axe de 2,33 UA, une excentricité de 0,19 et une inclinaison de 24,1° par rapport à l'écliptique.

## Compléments